# Mikytai (Pagėgiai)
Mikytai (deutsch Mikieten), in der Vergangenheit auch Mikiten oder Mieckieten geschrieben, ist ein Ort im litauischen Bezirk Tauragė. Im Jahr 2011 hatte der Ort 26 Einwohner.

## Geschichte
1634 verlieh der brandenburgische Kurfürst Georg Wilhelm seinem Hauskämmerer zu Tilsit drei Huben Land, aus denen sich das Gut und später der Ort Mikieten nach kölmischem Recht entwickelte.
Mikieten war Teil der Gemeinde Baubeln im Memelland nordöstlich der Stadt Tilsit. Bis 1920 gehörte der Ort zum Kreis Tilsit (Ostpreußen). Nachdem das Memelland unter litauische Verwaltung gestellt worden war, war Mikieten von 1920 bis 1939 Teil des Landkreises Pogegen (bis 22. März 1939 Kreis Pogegen), nach der Wiedereingliederung in das Deutsche Reich vom 1. Oktober 1939 bis 1945 Teil des Landkreises Tilsit-Ragnit.
Mikieten war ein beliebter Ausflugsort der Tilsiter Bevölkerung.

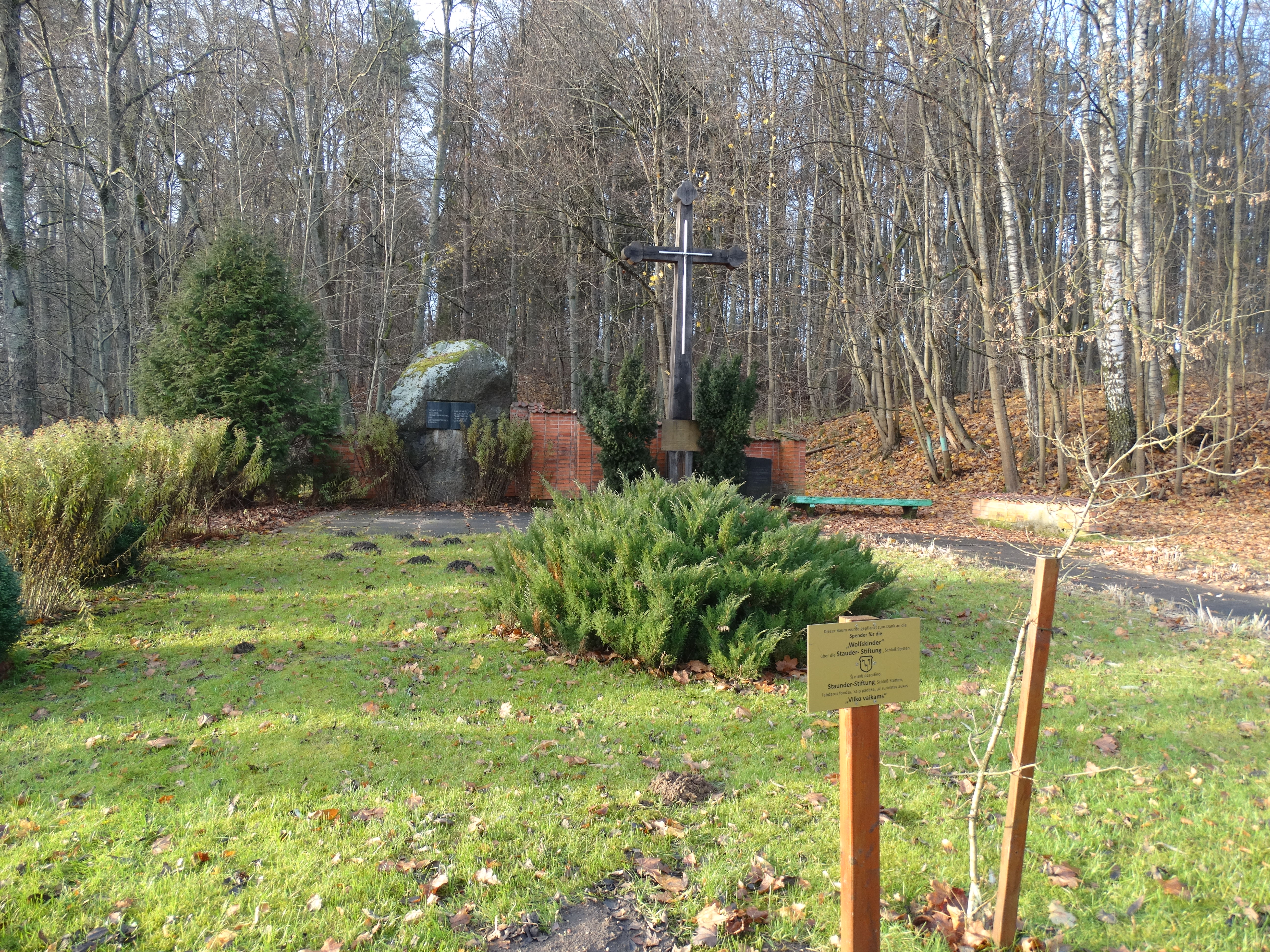
Mahnmal für die Opfer Ostpreußens und die „Wolfskinder“ im Zweiten Weltkrieg

## Mahnmal
In Mikieten wurde 1992 vom Verein Edelweiß-Wolfskinder ein Denkmal für die mehreren tausend Kriegswaisen eingeweiht, die in den Kriegswirren 1945 ihre Eltern verloren und die Flucht nach Westen nicht geschafft haben. Sie überlebten in den Wäldern Ostpreußens und wurden später als Wolfskinder bezeichnet. Viele von ihnen suchten auf litauischen Bauernhöfen Zuflucht und Nahrung. Ein kleines Museum wird von Historikern des Vereins betreut und informiert über das Schicksal der Wolfskinder.

## Verkehr
Mikieten wurde 1914 Endstation der Bahnstrecke Tilsit–Mikieten, einer Teilstrecke der Kleinbahn Pogegen–Schmalleningken.

## Persönlichkeiten
- Romas Ubartas (* 26. Mai 1960), Olympiasieger im Diskuswurf